# FC Dordrecht in het seizoen 1972/73
Het seizoen 1972/1973 was het eerste jaar in het bestaan van de Dordtse betaaldvoetbalclub FC Dordrecht, aan het begin van het seizoen werd de clubnaam veranderd van D.F.C. naar FC Dordrecht. De club kwam uit in de Nederlandse Eerste divisie en eindigde daarin op de 20e plaats. Tevens deed de club mee aan het toernooi om de KNVB beker, hierin werd de club in de eerste ronde, na strafschoppen, uitgeschakeld door Sparta '25 (0–0).

## Wedstrijdstatistieken

### Eerste divisie
|       | SC Cambuur | Eindhoven | Fortuna | Fortuna SC | De Graafschap | Heerenveen | Helmond Sport | Heracles | HVC   | PEC Zwolle | Roda JC | SVV   | Veendam | Vitesse | Volendam | De Volewijckers | FC VVV | Wageningen | Willem II |
| ----- | ---------- | --------- | ------- | ---------- | ------------- | ---------- | ------------- | -------- | ----- | ---------- | ------- | ----- | ------- | ------- | -------- | --------------- | ------ | ---------- | --------- |
| Thuis | 0 – 0      | 2 – 3     | 1 – 1   | 0 – 0      | 0 – 2         | 0 – 1      | 1 – 1         | 1 – 1    | 2 – 1 | 1 – 2      | 1 – 1   | 3 – 0 | 1 – 1   | 0 – 0   | 1 – 1    | 0 – 0           | 0 – 1  | 1 – 1      | 0 – 0     |
| Uit   | 3 – 1      | 3 – 1     | 3 – 1   | 1 – 0      | 0 – 0         | 2 – 0      | 5 – 1         | 0 – 3    | 1 – 1 | 1 – 1      | 4 – 0   | 1 – 1 | 0 – 0   | 3 – 1   | 4 – 0    | 2 – 2           | 3 – 0  | 2 – 1      | 3 – 0     |

### KNVB beker
| 1e ronde                                                   | Sparta '25 | 0 – 0 Sparta '25 wint na strafschaoppen | D.F.C. |
| 29 oktober 1972 Plaats: Beek en Donk Sportpark 't Heereind |            |                                         |        |

## Statistieken FC Dordrecht 1972/1973

### Eindstand FC Dordrecht in de Nederlandse Eerste divisie 1972 / 1973
| Stand | Gespeeld | Gewonnen | Gelijk | Verloren | Punten | Doelpunten voor | Doelpunten tegen |
| ----- | -------- | -------- | ------ | -------- | ------ | --------------- | ---------------- |
| 20e   | 38       | 3        | 18     | 17       | 24     | 29              | 58               |

### Topscorers
| #      | Naam              | Goal |
| ------ | ----------------- | ---- |
| 1.     | Dick Hoogmoed     | 10   |
| 2.     | Ab van 't Hoff    | 4    |
| 3.     | Frans Struis      | 3    |
| 3.     | Wim van Twist     | 3    |
| 3.     | Ton Vorstenbos    | 3    |
| 6.     | Hans Bentzon      | 2    |
| 6.     | Ab van Oorschot   | 2    |
| 8.     | Gradus Roeland    | 1    |
| 8.     | Jan van Sluijsdam | 1    |
| Totaal | Totaal            | 29   |

| #      | Naam        | Goal |
| ------ | ----------- | ---- |
| –      | Geen speler | 0    |
| Totaal | Totaal      | 0    |